# 洪和利
洪和利 (韓語：홍화리)，2005年02月21日—，韓國女演員，父親是韓國知名職棒老將洪性炘。
洪和利在電視劇《我的維納斯》中，飾演珠恩新慜娥的兒時，給觀眾留下深刻的印象。

## 影視作品

### 電視劇
| 年份   | 電視台 | 劇名       | 角色         | 備註                 |
| 2014年 | KBS    | 真是好時節 | 姜東珠       | 姜東熙的雙胞胎女兒   |
| 2015年 | KBS2   | Blood      | 李娜靜       | 孤兒 (21A病房住院者) |
| 2016年 | KBS2   | 我的維納斯 | 姜珠恩(兒時) |                      |

### 電影
| 年份   | 片名       | 角色           | 備註 |
| 2015年 | 今天的戀愛 | 金賢雨（兒時） |      |

## 綜藝節目

### 綜藝嘉賓
| 播出日期    | 電視頻道 | 節目名稱         | 備註                   |
| 2010/09/06  | MBC      | 解讀棒球的男人   | 第8集                  |
| 2011年~至今 | SBS      | Star Junior Show | 第139集、187集、274集  |
| 2014/05/03  | KBS      | 演藝家中介       | 第1521集               |
| 2015/01/15  | KBS      | 歡樂在一起       | 第381集-演藝界家族特輯 |
| 2015年      | JTBC     | 我們家           | 第8集                  |

### 綜藝主持
| 年份   | 電視頻道   | 節目名稱 | 備註 |
| 2015年 | Tooniverse | 這樣SHOW |      |

### 綜藝出演
| 播出日期 | 電視頻道 | 節目名稱 | 備註   |
| 2018年   | tvN      | 逃出巢穴 | 希臘篇 |

## 獲獎記錄
| 年份   | 頒獎典禮    | 獎項         | 作品                  |
| 2014年 | KBS演技大賞 | 女子青少年賞 | 真是好時節 （姜東珠） |